# Kabinet-Rumor IV
Het kabinet–Rumor IV was de Italiaanse regering van 7 juli 1973 tot 14 maart 1974. Het kabinet werd gevormd door de politieke partijen Democrazia Cristiana (DC), de Italiaanse Socialistische Partij (PSI), de Sociaaldemocratische Partij van Italië (PSDI) en de Republikeinse Partij van Italië (PRI) na het aftreden van het vorige kabinet, waarna minister van Binnenlandse Zaken en oud-premier Mariano Rumor van de Democrazia Cristiana opnieuw werd benoemd als premier. Het kabinet viel op 2 maart 1974 na dat de PRI haar steun aan het kabinet introk.

## Kabinet–Rumor IV (1973–1974)
| Ambtsbekleder | Ambtsbekleder         | Ambtsbekleder                     | Functie                                  | Ambtstermijn | Ambtstermijn     | Partij |
| ------------- | --------------------- | --------------------------------- | ---------------------------------------- | ------------ | ---------------- | ------ |
|               | Mariano Rumor         | Mariano Rumor (1915–1990)         | Premier                                  | 7 juli 1973  | 24 november 1974 | DC     |
|               | Adolfo Sarti          | Adolfo Sarti (1928–1992)          | Secretaris- generaal                     | 7 juli 1973  | 24 november 1974 | DC     |
|               | Paolo Emilio Taviani  | Paolo Emilio Taviani (1912–2001)  | Minister van Binnenlandse Zaken          | 7 juli 1973  | 24 november 1974 | DC     |
|               | Aldo Moro             | Aldo Moro (1916–1978)             | Minister van Buitenlandse Zaken          | 7 juli 1973  | 24 november 1974 | DC     |
|               | Emilio Colombo        | Emilio Colombo (1920–2013)        | Minister van Financiën                   | 7 juli 1973  | 14 maart 1974    | DC     |
|               | Ugo La Malfa          | Ugo La Malfa (1903–1979)          | Minister van de Schatkist                | 7 juli 1973  | 14 maart 1974    | PRI    |
|               | Antonio Giolitti      | Antonio Giolitti (1915–2010)      | Minister van het Budget                  | 7 juli 1973  | 24 november 1974 | PSI    |
|               | Mario Zagari          | Mario Zagari (1913–1996)          | Minister van Justitie                    | 7 juli 1973  | 14 maart 1974    | PSI    |
|               | Ciriaco De Mita       | Ciriaco De Mita (1928–2022)       | Minister van Economische Zaken           | 7 juli 1973  | 24 november 1974 | DC     |
|               | Mario Tanassi         | Mario Tanassi (1910–2007)         | Minister van Defensie                    | 7 juli 1973  | 14 maart 1974    | PSDI   |
|               | Luigi Gui             | Luigi Gui (1914–2010)             | Minister van Volksgezondheid             | 7 juli 1973  | 14 maart 1974    | DC     |
|               | Luigi Bertoldi        | Luigi Bertoldi (1920–2001)        | Minister van Arbeid en Sociale Zaken     | 7 juli 1973  | 24 november 1974 | PSI    |
|               | Franco Maria Malfatti | Franco Maria Malfatti (1927–1991) | Minister van Onderwijs                   | 7 juli 1973  | 12 maart 1978    | DC     |
|               | Luigi Preti           | Luigi Preti (1914–2009)           | Minister van Transport                   | 7 juli 1973  | 24 november 1974 | PSDI   |
|               | Salvatore Lauricella  | Salvatore Lauricella (1922–1996)  | Minister van Infrastructuur              | 7 juli 1973  | 24 november 1974 | PSI    |
|               | Mario Ferrari Aggradi | Mario Ferrari Aggradi (1916–1997) | Minister van Landbouw                    | 7 juli 1973  | 14 maart 1974    | DC     |
|               | Giuseppe Togni        | Giuseppe Togni (1903–1981)        | Minister van Communicatie                | 7 juli 1973  | 24 november 1974 | DC     |
|               | Nicola Signorello     | Nicola Signorello (1926)          | Minister van Toerisme                    | 7 juli 1973  | 14 maart 1974    | DC     |
|               | Giovanni Gioia        | Giovanni Gioia (1925–1981)        | Minister voor Parlementaire Betrekkingen | 7 juli 1973  | 24 november 1974 | DC     |
|               | Silvio Gava           | Silvio Gava (1901–1999)           | Minister voor Publieke Diensten          | 26 juni 1972 | 14 maart 1974    | DC     |
|               | Gianmatteo Matteotti  | Gianmatteo Matteotti (1921–2000)  | Minister voor Buitenlandse Handel        | 26 juni 1972 | 24 november 1974 | PSDI   |
|               | Mario Toros           | Mario Toros (1922–2018)           | Minister voor Regionale Zaken            | 7 juli 1973  | 24 november 1974 | DC     |
|               | Carlo Donat-Cattin    | Carlo Donat- Cattin (1919–1991)   | Minister voor Zuid-Italië                | 7 juli 1973  | 14 maart 1974    | DC     |
|               | Giovanni Pieraccini   | Giovanni Pieraccini (1918–2017)   | Minister voor de Koopvaardij             | 7 juli 1973  | 14 maart 1974    | PSI    |
|               | Antonino Gullotti     | Antonino Gullotti (1922–1989)     | Minister voor Staats- deelnemingen       | 7 juli 1973  | 24 november 1974 | DC     |
|               | Pietro Bucalossi      | Pietro Bucalossi (1905–1992)      | Minister voor Wetenschaps- beleid        | 7 juli 1973  | 14 maart 1974    | PRI    |
|               | Camillo Ripamonti     | Camillo Ripamonti (1919–1997)     | Minister voor Cultuur                    | 7 juli 1973  | 14 maart 1974    | DC     |
|               | Achille Corona        | Achille Corona (1914–1979)        | Minister voor het Milieu                 | 7 juli 1973  | 14 maart 1974    | PSI    |
|               | Giuseppe Lupis        | Giuseppe Lupis (1896–1979)        | Minister zonder portefeuille             | 7 juli 1973  | 14 maart 1974    | PSDI   |
|               | Dionigi Coppoi        | Dionigi Coppo (1921–2003)         | Minister zonder portefeuille             | 7 juli 1973  | 14 maart 1974    | DC     |

De Gasperi II · De Gasperi III · De Gasperi IV · De Gasperi V · De Gasperi VI · De Gasperi VII · De Gasperi VIII · Pella · Fanfani I · Scelba · Segni I · Zoli · Fanfani II · Segni II · Tambroni · Fanfani III · Fanfani IV · Leone I · Moro I · Moro II · Moro III · Leone II · Rumor I · Rumor II · Rumor III · Colombo · Andreotti I · Andreotti II · Rumor IV · Rumor V · Moro IV · Moro V · Andreotti III · Andreotti IV · Andreotti V · Cossiga I · Cossiga II · Forlani · Spadolini I · Spadolini II · Fanfani V · Craxi I · Craxi II · Fanfani VI · Goria · De Mita · Andreotti VI · Andreotti VII · Amato I · Ciampi · Berlusconi I · Dini · Prodi I · D'Alema I · D'Alema II · Amato II · Berlusconi II · Berlusconi III · Prodi II · Berlusconi IV · Monti · Letta · Renzi · Gentiloni · Conte I · Conte II · Draghi · Meloni